# Сміливий (бронепотяг)
Бронепотяг № 53 «Сміливий» (пол. Pociąg Pancerny «Śmiały») — бронепотяг сухопутних військ Австро-Угорщини. Потяг служив під чотирма прапорами — австро-угорським, польським, радянським, німецьким — і брав участь у кількох війнах з 1914 по 1944 рік.

## Історія

### Перша світова війна та післявоєнний період

#### Panzerzug №5
В жовтні 1914 року командування австро-угорської армії замовляє Будапештському паровозобудівному заводу «MAVAG» 8 бронепотягів: Panzerzug № 1 — Panzerzug № 8. У 1914—1915 роках вони широко застосовувалися при обороні Карпат, на залізницях Галичини в період російського наступу. Пізніше, не менш успішно, діяли вони і на італійському фронті біля річки Соча.

#### Бронепотяг №53 «Сміливий»

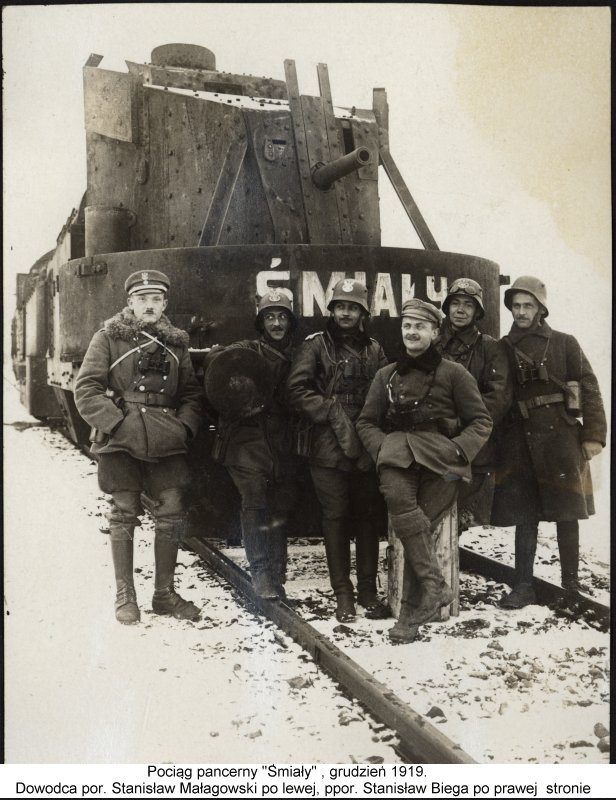
Бронепотяг «Сміливий». Грудень 1918 рік. (в підписі вказано неправильний рік — поручник Малаговський (зліва на фото) загинув 25 липня 1919 року).

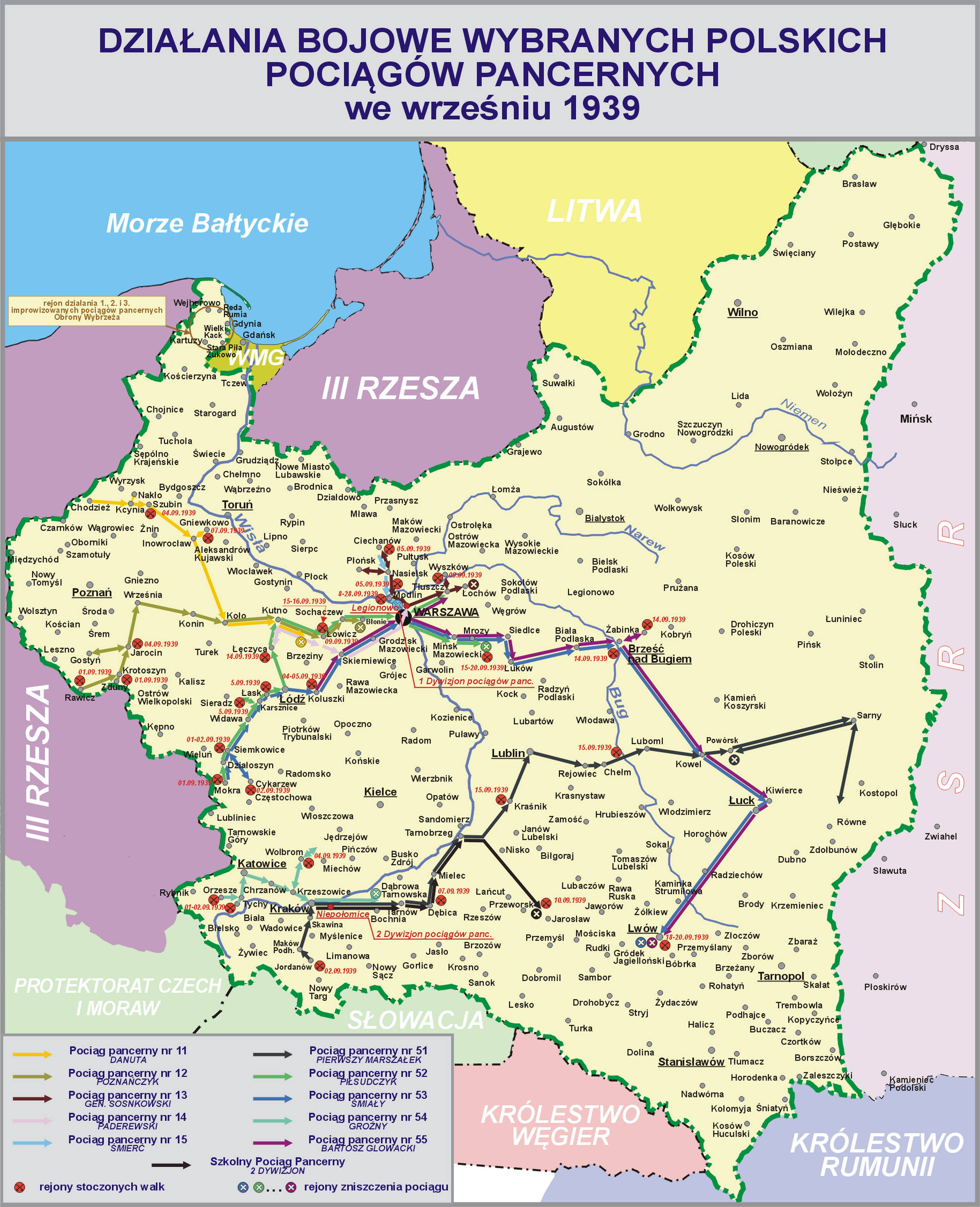
Бойові дії вибраних польських бронепотягів у вересні 1939 року.

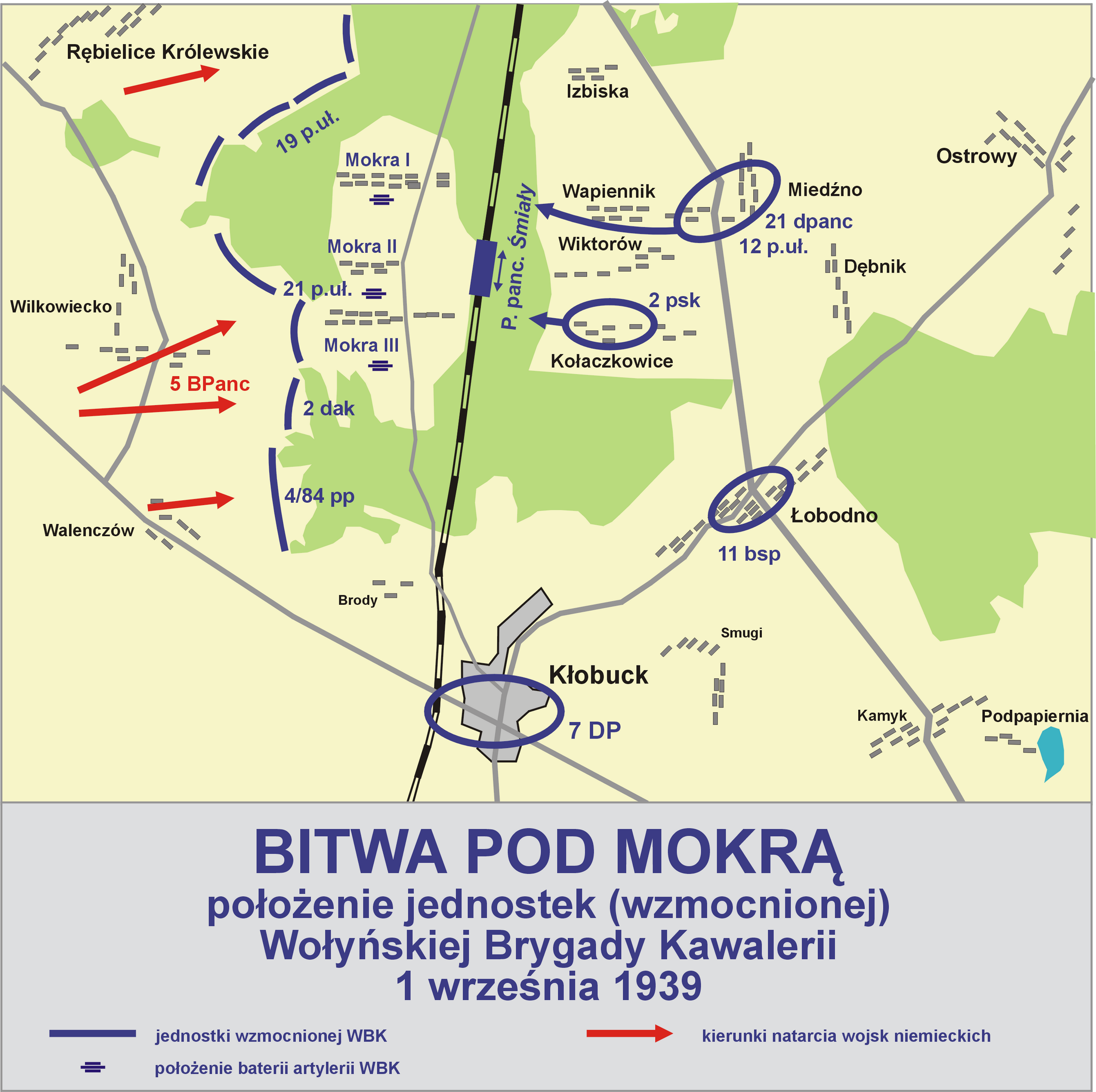
Битва під Мокрою. Розташування підрозділів (посиленої) Волинської кавалерійської бригади. 1 вересня 1939 рік.

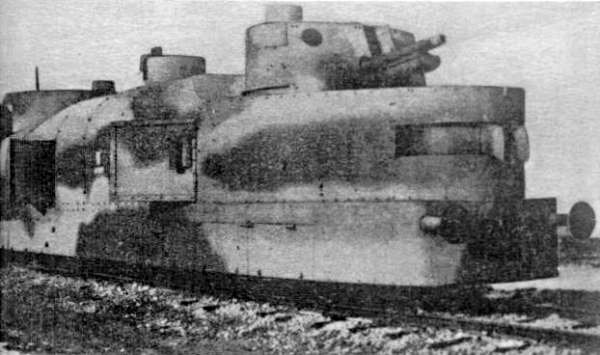
Типовий польський артилерійський вагон 1939 року. Вагони цього типу використовувались у польських бронепотягах: «Сміливий» та «Пілсудчик»

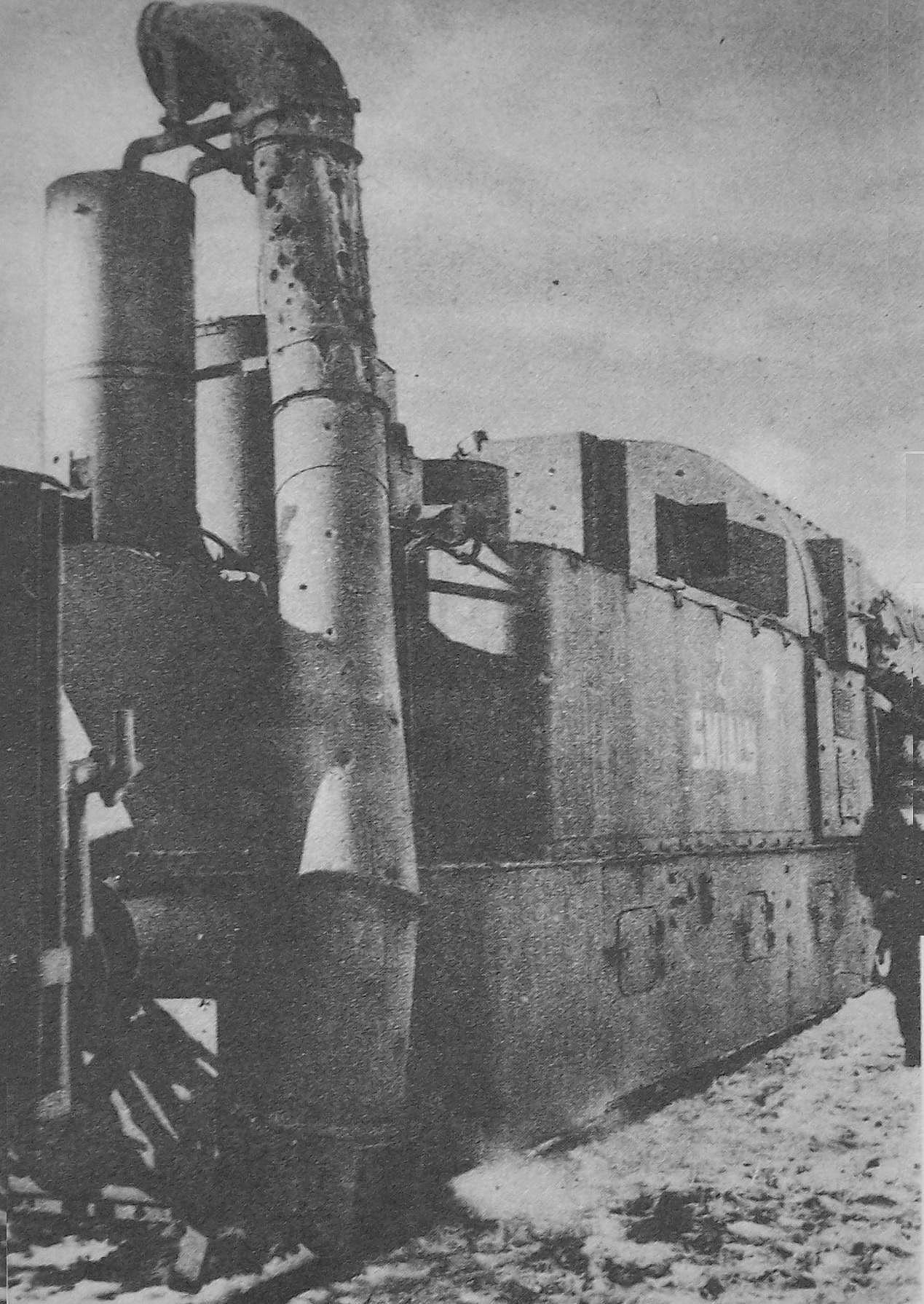
Бронепотяг «Сміливий». 1919 рік.

1 листопада 1918 року підрозділ польських солдатів на чолі з поручником Єжи Леваковським на станції Прокоцім, біля Кракова, захопив зчеплені австро-угорські бронепотяги Panzerzug № 3 та Panzerzug № 5. З них було організовано два бронепотяги: «Пілсудчик» та «Сміливий» 4 листопада 1918 року першим командиром «Сміливого» призначили Єжи Леваковського, який згодом взяв участь у польсько-українській війни, воюючи поблизу Перемишля, Ніжанковичів, Милятина та Кам'яноброду.
Потім брав участь у боях з більшовиками на Віленщині та у Білорусі. У березні 1919 року командиром бронепотяга стає поручник Станіслав Малаговський, який 25 липня убитий у пішій сутичці з більшовицьким загоном (за свідченнями свідків загін складався з китайців). Під час відступу польських військ з України та Білорусі влітку 1920 року протягом восьми тижнів боїв було втрачено 12 із 22 броньованих поїздів, що належали тоді Польщі. Внаслідок інтенсивного артилерійського вогню були пошкоджені всі гармати «Смілового», і бронепотяг був виведений в тил для ремонту. Він повернувся на фронт у вересні, воюючи до кінця війни на території теперішньої Білорусі.
Після закінчення польсько-радянської війни польське командування розпочало заходи по уніфікації своїх бронепотягів. У 1927 році був прийнятий на озброєння стандартний бронелокомотив Ti3, який увійшов до складу всіх польських бронепотягів. Було визначено стандартний склад бронепотяга: бронелокомотив, дві бронеплощадки, штурмовий вагон і дві контрольні платформи. Стандартизували і озброєння: основними стали 100-мм гаубиця зразка 14/19 і 75-мм гармата зразка 02/26, створена на основі російської «трьохдюймівки», 7,92-мм кулемети «Максим». У 1930-ті роки для підвищення бойових можливостей бронепотягів, до їх складу стали включатися бронедрезини, створені на базі застарілих танків французького виробництва FT17 і польських танкеток ТК. «Сміливий» та «Пілсудчик» були найсучаснішими бронепотягами в Польщі. З 1928 року бронепотяг «Сміливий» перебував у складі 2-ї ескадри бронепотягів, яка базувалася в Неполомиці.

### Друга світова війна
Перед початком Другої світової війни бронепотяг виконував завдання з патрулювання залізничної лінії Бжезьниця-над-Вартою — Хожев Семковіце — Дзялошин — Клобуцьк. У 1939 році, коли зросла загроза німецького вторгнення, ескадру перекинули на захід. Особовий склад бронепотяга «Сміливого» під командуванням капітана Мечислава Малиновського був мобілізований 27 серпня 1939 року і призначений до Волинської кавалерійської бригади армії «Лодзь». Після нападу Німеччини і початку Другої світової війни, 8 з 14-ти наявних в польській армії бронепотягів вступили в бій на західному кордоні Польщі. У вересні 1939 року він був озброєний двома 100-мм гаубицями, двома 75-мм гарматами та 19 важкими кулеметами.
У ніч з 31 серпня на 1 вересня бронепотяг вирушив до Семковіце, куди прибув близько 5 ранку. Розміщений в Рудниках. О 9 годині він виїхав до Медзьно, йому було наказано патрулювати лінію Клобуцьк — Медзьно. Під час битви під Мокрою, від перетину колії з дорогою Мокра — Медзньо, він підтримав 4-ту ескадру 21-го полку надвісланських уланів, допомагаючи відбити атаку німецької 4-ї танкової дивізії. Потім бронепотяг відійшов до Дзялошина та розпочав патрулювання колії Дзялошин — Медзьно, там він відбив другу атаку німецьких танків, знищивши кілька. На стику колії з дорогою Рембеліце — Ізбиська бронепотяг натрапив на німецьку колону 1-го батальйону 12-го механізованого стрілецького полку, готову до атаки; завдав їй значних втрат, але після кількох потраплянь (пошкоджена 75-мм вежа, вогонь на платформі боєприпасів) йому довелося відступити до Дзялошина, прикриваючи лівий фланг 1-ї бронетанкової дивізії обстрілом німецьких позицій; німецькі війська також відступили.
2 вересня поблизу сіл Чарни-Ляс та Воля-Кеджинська він вступив в бій з 1-м дивізіоном 73-го артполку 1-ї танкової дивізії німців та змушений був відступити (до Ласку) коли німецькі війська підтягли артилерійський загін з трьома батареями 105-мм гаубиць. 3 вересня поїзд прямував до Лодзя, потім до станції в Колушках; там він разом із бронепотягом № 55 «Бартош Гловацький» залишався до 5 вересня. 5 вересня німецькі бомбардувальники знищили на цій станції склад «Сміливого». Увечері польські підрозділи відступили з цього району фронту. Вранці 6 вересня бронепотяги також рушили до Скерневиці. Пошкодження колії перешкодило розвідці на лінії Скерневиці — Лович, запланованій на 7 вересня.
8 вересня бронепотяги патрулювали ділянку Скерневиці — Жирардув, а після отримання наказу, направилися до Мінську-Мазовецького, минаючи Варшаву. У Мінську було отримано наказ їхати до Седльці, куди бронепотяги прибули 10 вересня. Через загрозу захоплення міста 10—11 вересня бронепотяги прибули 12 вересня на станцію Луків. Там було отримано нове розпорядження щодо висунення в сторону Межиріччя, а потім слідує наказ про зміну напрямку руху в бік Бреста-над-Бугом, куди бронепоїзд і прибув 14 вересня.
Того ж дня до міста підійшов німецький 19-й армійський корпус. Під Жабинкою бронепотяг «Бартош Гловацький» допомагає піхоті відкинути бронеавтомобілі 3-ї німецької танкової дивізії. В цей же час бронепотяг «Сміливий» під командуванням капітана Мечислава Малиновського провів розвідку в сторону Високого, в північному напрямку. Недалеко від станції Скоки, біля річки Лісова, він зіткнувся з танками 10-ї німецької танкової дивізії під командуванням Гайнца Гудеріана. У другій половині дня німці захопили Центральний вокзал у Бресті, і поїздам було наказано відійти до Ковеля, куди вони прибули 15 вересня. 16 вересня бронепотяги були відправлені до Луцька.
17 вересня надійшла інформація про вторгнення Червоної Армії, командири бронепотягів вирішили прорватися до Львова, куди 18 вересня дійшли, через Луцьк — Сенкевичівка — Стоянів. Опівдні 19 вересня два батальйони 5-ї піхотної дивізії, підтримані вогнем «Сміливого», атакували німецькі позиції в південному напрямку, досягнувши лінії Козельники — Пирогівка. Атака, однак, була зупинена ввечері після німецької контратаки з лісу, розташованого на південь від Пирогівки. Обидва польські батальйони, несучи втрати, повернулися до Львова. У наступні дні бронепотяг «Сміливий» регулярно здійснював розвідувальні виїзди в район Кам'янки і Підзамче.

#### Бронепотяг №75
22 вересня після здачі радянським загарбникам бронепотяг, покинутий екіпажем, був захоплений радянською армією. Разом із захопленими бронепотягами «Бартош Гловацький» та «Перший маршал» він був включений у війська НКВС. На новій службі його назва була змінена на бронепотяг № 75, його було укомплектовано радянським екіпажем під командуванням старшого лейтенанта Мєшкова, він входив до 75-го полку 10-ї дивізії НКВС, дислокованого в районі Рава-Руська.

#### Panzer Zug №10
У 1941 році, після початку німецько-радянської війни, бронепотяг прикривав відхід радянських військ з Львівського виступу через річку Стрий в місті Стрий. 5 липня 1941 року на станції Копичинці бронепотяг частково підірвали, щоб він не дістався ворогу. Після захоплення бронепотяга силами Вермахту німці зробили ремонт і зібрали із залишків двох бронепотягів «Сміливий» та «Перший Маршал» один, включивши його до складу діючих у себе в тилу. Йому дали нову назву — «Panzer Zug № 10».
19 березня 1942 року бронепотяг відправився до Бєлгородської області, де охороняв залізницю від партизан. До листопада 1942 року бронепотяг працював в Україні. Після оточення 6-ї німецької армії під Сталінградом, 21 листопада був терміново відправлений на Східний фронт, до Волги. 3 січня 1943 року він прикривав відхід фашистських військ від Сталінграда. До березня 1943 року вів важкі оборонні бої в районі Донецького басейну. У березні був відремонтований, а потім направлений у Сарни для захисту залізниці від партизанів.
Вже 13 червня 1943 року бронепотяг підірвався на партизанській міні і був направлений на ремонт. Після відновлення матеріальної частини, 31 липня 1943 року Panzer Zug № 10 був розділений на два самостійних бронепотяга — Panzer Zug № 10 і Panzer Zug № 11. До кінця року в районі Тернополя і Львова для охорони залізниць від партизан діяв лише Panzer Zug № 10. На початку січня 1944 року бронепотяг було відведено на Ковель, де він два місяці стримував радянські наступи поблизу Трояновки, Білина та в околицях Поворська. 21 березня під час сильного наступу вціліли лише два вагони. В контрнаступі німці прорвали блокаду Ковеля, а два вагони евакуювали на ремонтну базу в Рембертові.
10 червня 1944 року за офіційним наказом бронепотяг було вилучено з реєстру німецьких бойових частин, а доля двох останніх артилерійських вагонів залишилася невідомою.

## Пам'ятний знак

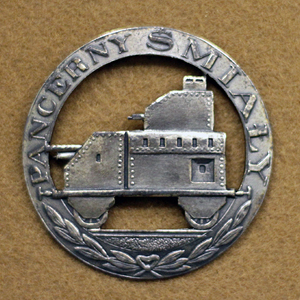
Пам'ятний знак «Броньований Сміливий»

Круглий, ажурний значок, діаметром 46 мм, вдавлений у пластину товщиною 1 мм із жовтого металу, посріблену та окислену, злегка опуклу. На кільці вгорі напис: «Броньований Сміливий», знизу стилізовані лаврові гілочки, перев'язані стрічкою. У центрі на рейках — силует бойової машини. Значок кріпився на гвинт на тлі червоної тканини (шовкової).

## Служба
Країни проходження служби:
- Австро-Угорщина — Panzerzug № 5  — з 1914 до 1 листопада 1918 року (захоплення)
- Польська Республіка — Бронепотяг № 53 «Сміливий»  — З 1 листопаду 1918 року до 22 вересня 1939 року (захоплення)
- СРСР  — Бронепотяг № 75 — з 22 вересня 1939 до 5 липня 1941 року (захоплення)
- Третій Рейх  — Panzer Zug №  10 — з 5 липня 1941 до 10 червня 1944 року (списаний)

## Екіпаж бронепотягу

#### Командири[18]
- поручник Єжи Леваковський (4 листопада 1918 — березень 1919)
- поручник Станіслав Малаговський (березень — липень 1919)
- капітан Здзіслав Оржеховський (1919—1920)
- капітан Мечислав Малиновський (1939)
- старший лейтенант Мєшков (вересень 1939 — липень 1941)
- капітан Ернст Нейман (1941 — березень 1942)
- капітан Пауль Бергер (березень — 30 травня 1942)
- капітан Арно Дресслер (30 травня 1942 — 10 червня 1944)